# Forêt classée de Gonsé

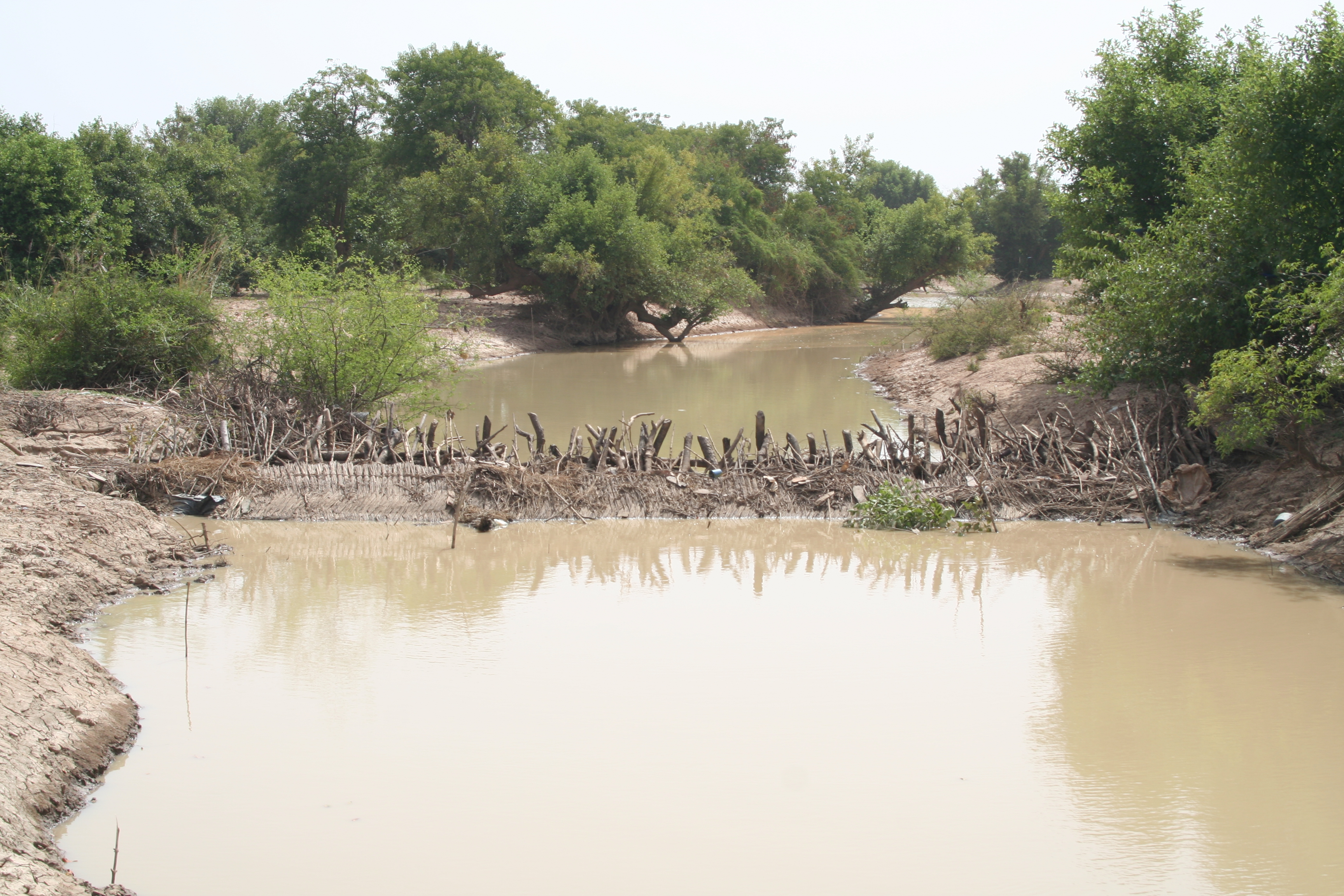
Der Massili am Forêt classée de Gonsé

Der Forêt classée de Gonsé ist ein Naturschutzgebiet der Provinz Oubritenga im Zentrum Burkina Fasos.

## Lage
Der Forêt classée de Gonsé liegt etwa 25 km östlich von Ouagadougou am Fluss Massili.

## Geschichte und Status
Das Schutzgebiet wurde in der Vergangenheit während eines gtz-Aufforstungsprojektes in Parzellen geteilt, die zum großen Teil entwaldet und mit gebietsfremden Arten (u. a. Gmelina arborea und verschiedene Eucalyptus spp.) wiederaufgeforstet wurden. Das Projekt wurde gegen den Widerstand der Anrainer durchgeführt, die an den exotischen Arten kein Interesse hatten.
Heute bildet sich in den meisten Bereichen wieder natürliche Spontanvegetation. Die gebietsfremden Arten konnten sich nicht in der Fläche etablieren, sind jedoch im Forst noch auffällig vertreten. Stellenweise kam es durch die Anpflanzungen zu massiven Erosionsschäden. Die Universität Ouagadougou und das Centre National de Semences Forestières betreiben heute Versuchspflanzungen mit autochthonen Arten (u. a. Ziziphus spp.) in Gonsé. Unter anderem werden sahelische Arten auf ihr Anpflanzungspotential in der Nordsudanzone untersucht. Für Touristen und interessiertes Fachpublikum gibt es gegen Gebühr Führungen. Anlaufstelle ist das Büro der Forstbehörde in Gonsé, östlich des Schutzgebiets an der Hauptverkehrsstraße gelegen.

## Flora und Vegetation
Die vorherrschende Vegetation sind Strauch- und Baumsavannen mit Combretaceen, außerdem gibt es von Mitragyna inermis dominierte Flussauen des Massili. Stellenweise sind  vegetationslose Flächen zu beobachten, auf denen ursprünglich meist Eucalyptus aufgeforstet war. Dieser konnte der Wassererosion nicht genügend Widerstand leisten. Auf tiefgründigeren, skelettreichen Böden findet man eingestreute Sclerocarya birrea, die teilweise ebenfalls gepflanzt wurden. Im Gegensatz zu den meisten anderen in der Vergangenheit aufgeforsteten Arten kommt diese auch natürlich im Gebiet vor und wird gern genutzt.